# 引山
引山（ひきやま）は、愛知県名古屋市名東区の地名。現行行政地名は引山一丁目から引山四丁目。住居表示未実施。

## 地理
名古屋市名東区北部に位置する。東は延珠町・守山区森孝一丁目、西は神月町・猪子石原三丁目、南は香流二〜三丁目・香南一丁目、北から北東は守山区向台一丁目に接する。

## 歴史

### 町名の由来
大字猪子石字引山に由来する。字名は低い山を意味する「短（ひき）山」によるという。

### 沿革
- 1986年（昭和61年）5月3日 - 名東区猪高町大字猪子石および猪高町大字猪子石原の各一部により、同区引山一丁目および引山二丁目が成立する[1]。猪子石土地区画整理組合の換地処分による[4]。
- 1988年（昭和63年）8月29日 - 引山一丁目および引山二丁目に猪高町大字猪子石原の一部がそれぞれ編入される[1]。また、猪高町大字猪子石原の一部により、引山三丁目および引山四丁目が成立する[1]。
- 2001年（平成13年）9月15日 - 猪高町大字猪子石原（字東ノ切・村崎）の一部を一・三・四丁目へ編入。三丁目と四丁目との間で境界を変更。四丁目の一部が猪子石原三丁目となる[WEB 6]。

## 世帯数と人口
2019年（平成31年）4月1日現在の世帯数と人口は以下の通りである。
| 丁目       | 世帯数    | 人口    |
| ---------- | --------- | ------- |
| 引山一丁目 | 492世帯   | 1,175人 |
| 引山二丁目 | 287世帯   | 659人   |
| 引山三丁目 | 803世帯   | 1,590人 |
| 引山四丁目 | 64世帯    | 153人   |
| 計         | 1,646世帯 | 3,577人 |

### 人口の変遷
国勢調査による人口の推移
| 2000年（平成12年） | 3,888人 | [ WEB 7 ]  |  |
| 2005年（平成17年） | 3,792人 | [ WEB 8 ]  |  |
| 2010年（平成22年） | 3,640人 | [ WEB 9 ]  |  |
| 2015年（平成27年） | 3,742人 | [ WEB 10 ] |  |

## 学区
市立小・中学校に通う場合、学校等は以下の通りとなる。また、公立高等学校に通う場合の学区は以下の通りとなる。
| 丁目       | 番・番地等 | 小学校               | 中学校               | 高等学校 |
| ---------- | ---------- | -------------------- | -------------------- | -------- |
| 引山一丁目 | 全域       | 名古屋市立引山小学校 | 名古屋市立香流中学校 | 尾張学区 |
| 引山二丁目 | 全域       | 名古屋市立引山小学校 | 名古屋市立香流中学校 | 尾張学区 |
| 引山三丁目 | 全域       | 名古屋市立引山小学校 | 名古屋市立香流中学校 | 尾張学区 |
| 引山四丁目 | 全域       | 名古屋市立引山小学校 | 名古屋市立香流中学校 | 尾張学区 |

## 交通
- 愛知県道208号上半田川名古屋線
- 愛知県道215号田籾名古屋線（出来町通）[2]
- 国道363号（出来町通）[2]
- 国道302号（名古屋環状2号線）[3]
- 名古屋第二環状自動車道 引山IC[5]
- 引山バスターミナル
- 引山東バス停

## 施設
- 名古屋市立引山小学校[2]
- 名古屋市営引山荘
- 十六銀行 名東支店
- あいち銀行 猪子石支店

## その他

### 日本郵便
- 郵便番号 : 465-0002[WEB 3]（集配局：名東郵便局[WEB 13]）。

### WEB
1. ↑  “愛知県名古屋市名東区の町丁・字一覧”.   人口統計ラボ. 2017年10月7日閲覧。
2. 1 2  “町・丁目(大字)別、年齢(10歳階級)別公簿人口(全市・区別)”.   名古屋市 (2019年4月22日). 2019年4月23日閲覧。
3. 1 2  “郵便番号”.  日本郵便. 2019年3月17日閲覧。
4. ↑  “市外局番の一覧”.   総務省. 2019年1月6日閲覧。
5. 1 2  名古屋市役所市民経済局地域振興部住民課町名表示係 (2015年10月21日). “名東区の町名一覧”.   名古屋市. 2017年10月7日閲覧。
6. ↑  “名東区の一部で町名・町界を変更します”. 2001年11月8日時点のオリジナルよりアーカイブ。2018年3月23日閲覧。
7. ↑  名古屋市役所総務局企画部統計課統計係 (2005年7月1日). “（刊行物）名古屋の町(大字)・丁目別人口 (平成12年国勢調査) 名東区” (XLS). 2017年10月8日閲覧。
8. ↑  名古屋市役所総務局企画部統計課統計係 (2007年6月29日). “平成17年国勢調査　名古屋の町(大字)別・年齢別人口 名東区” (XLS). 2017年10月8日閲覧。
9. ↑  名古屋市役所総務局企画部統計課統計係 (2012年6月29日). “平成22年国勢調査　名古屋の町(大字)別・年齢別人口 名東区” (XLS). 2017年10月8日閲覧。
10. ↑  名古屋市役所総務局企画部統計課統計係 (2017年7月7日). “平成27年国勢調査　名古屋の町(大字)別・年齢別人口” (XLS). 2017年10月8日閲覧。
11. ↑  “市立小・中学校の通学区域一覧”.   名古屋市 (2018年11月10日). 2019年1月14日閲覧。
12. ↑  “平成29年度以降の愛知県公立高等学校（全日制課程）入学者選抜における通学区域並びに群及びグループ分け案について”.   愛知県教育委員会 (2015年2月16日). 2019年1月14日閲覧。
13. ↑  “郵便番号簿 2018年度版” (PDF).   日本郵便. 2019年4月23日閲覧。

### 文献
1. 1 2 3 4  名古屋市計画局 1992, p. 866.
2. 1 2 3 4  「角川日本地名大辞典」編纂委員会 1989, p. 1551.
3. 1 2 3  名古屋市計画局 1992, p. 667.
4. ↑  名東区区制20周年記念事業実行委員会 1995, p. 84.
5. ↑  矢田川の対岸の守山区内には大森ICがある